# Fernando Ferandiere
Fernando Ferandiere, citado a veces como Ferrandiere, Fernandiere o Ferrandeiro (Ca 1740-1816), compositor y violinista español o tal vez portugués. La mayor parte de la información que hoy se tiene de su vida procede de sus propios tratados, el Prontuorio músico para el instrumentista de violín y cantor (Málaga, 1771) y el Arte de tocar la guitarra española por música (Madrid, 1779).

## Vida
Según Felipe Pedrell y otros, probablemente era oriundo de Zamora, ya que él mismo afirma que aprendió música en el colegio de esa ciudad. También en la catedral de Zamora se conservan documentos que atestiguan su presencia en el colegio seminario para niños cantores y capellanes músicos en 1750. Asimismo se sabe que vivió algún tiempo en Cádiz. En 1763 se le localiza como violinista en la capilla de la catedral de Oviedo, y en 1771 ejerciendo el mismo empleo en la catedral de Málaga. Más tarde, en 1799, y probablemente en 1816, sería profesor de música en Madrid.

## Trascendencia
Tanto en su técnica como en los términos con que la describe, Ferandiere es un compositor y teórico plenamente clásico dedicado, además del violín, a la guitarra, un instrumento por el que hoy es recordado y al que los compositores sobresalientes de este período habían prestado poca atención. Y aun a pesar de su patente clasicismo, su preferencia por las modulaciones súbitas le convierten, asimismo, en un claro precursor del Romanticismo. Por ello, no obstante la poca obra que sobrevive de este autor, la importancia de Ferandiere en la música española no es insignificante, ya que su apuesta por la modernización de la interpretación guitarrística supuso un paso decidido a la hora de establecer una distinción clara entre la artesanía de la guitarra popular y el arte de la guitarra clásica, a la que eleva al nivel de cualquier otro instrumento de concierto culto. Ferandiere es ya consciente de que las posibilidades del instrumento no habían sido explotadas en su capacidad plena y se instituye en ejemplo, aportando una escuela y constituyendo una llamada de atención para que compositores posteriores lleven a cabo sus propuestas.

## Obras
Aparte de sus tratados teóricos arriba citados con las obras originales que han sobrevivido incluidas en ellos, se sabe que compuso un cierto número de obras musicales las cuales se hallan hoy perdidas. Él mismo cita algunas en el Arte de tocar la guitarra española por música: unos Diálogos para violín y guitarra, 40 tríos para guitarra, violín y contrabajo; 40 cuartetos para guitarra, violín, viola y contrabajo; 18 quintetos para dos guitarras, dos violines y bajo, y seis conciertos para guitarra. En el mismo tratado referido cita un tercero de su autoría, anunciado para publicarse en 1799: Obra instrumental titulada El ensayo de la Naturaleza, explicada en tres cuartetos de guitarra, violín, flauta y fagot: el primer cuarteto imita desde que amanece hasta mediodía, el segundo imita desde el mediodía hasta el anochecer, y el tercero imita todo el peso fúnebre de la noche. En la Biblioteca Municipal de Música de Madrid se conserva un manuscrito musical suyo titulado Thema con 10 variaciones. Entre su obra figura también alguna música sacra, que compuso durante su etapa en la catedral de Málaga.
Felipe Pedrell afirma que conoce las siguientes tonadillas de Ferrandiere:
- A solo:
  - La consulta, que fue cantada por La Mayora, según se especifica en una nota de la partitura.
  - La nueva jardinera, compuesta para La Rafaela.
- A dúo:
  - El cortesano y la paya
  - Los majos operantes.
- A tres:
  - Los españoles viajantes, segunda parte. La cantaron: la Polonia (Rachel), Soriano (Miguel) y Tadeo (Palomino). Pedrell anota que "tiene dos cantiñas muy lindas".
  - La viuda engañada.
- Generales:
  - Los avaros.

Pedrell hace notar, además, que "en el archivo de la catedral de Málaga se conserva un legajo de 3 Villancicos de Concepción, compuestos por Fernando Fernandiere (sic.)"
La obra para guitarra de Ferrandiere que actualmente se ha conseguido rescatar y se halla publicada es la siguiente:
- Lección (estudio) en Do mayor
- Alemanda en Sol mayor
- Minué en La mayor
- Rondó en Sol mayor
- Contradanza en Re mayor
- El laberinto o Círculo armónico
- Polaca en Do mayor
- Todo aquél que no sepa qué cosa es amar
- Andante en Si menor
- Rondó en Re mayor (versión A)
- Rondó en Re mayor (versión B)
- Tema con variaciones en Re mayor
- Dúo I en Do menor (I. Allegro II. Minuet)
- Dúo II en Fa mayor (I. Rondó II. Minuet alemán)
- Dúo III en Re mayor (I. Allegro II. finale)
- Dúo IV en Re mayor (I. Allegro moderato II. Rondó)
- Dúo V en Mi mayor (I. Andantino II. Minuet)
- Dúo Vi en Re menor (I. Andante Assai II. Minuet Alemán) (incompleto)

## Discografía
- Música de los siglos XVIII y XIX para guitarra de 5 órdenes (La Ma de Guido, 2016, LMG 2139). Contiene el Andante y Rondó de F. Ferandiere.
- The Long Forgetfulness. Spanish, French and Italian songs around 1800. (Arabesque Recordings, 2014, Z6871). Contiene la seguidilla volera “Todo aquel que no sepa” de F. Ferandiere.
- Música del siglo XVIII para guitarra de 6 órdenes (La Ma de Guido, 2011, LMG 2108). Contiene la Sonata en Sol, op. 1/3 y el Tema con 10 variaciones de F. Ferandiere
- Fernando Ferandiere. Dúos y tríos para flauta, guitarra de 6 órdenes y chelo (Lindoro, 2022, NL-3058)
- Fandango de Sevilla. Obras inéditas para guitarra. (Lindoro, 2023, NL-3065). Contiene la sonata en re (op.1/6) de F. Ferandiere.